# Cappella del Divino Amore delle Suore dell'Assunzione
Divino Amore delle Religiose dell'Assunzione, conhecida também como Cappella del Divino Amore delle Suore dell'Assunzione, é capela conventual com acesso ao público localizada na Via Alessandro Viviani, 24, no quartiere Appio Claudio de Roma. É dedicada ao Espírito Santo ("Divino Amor").

## História
Religiosas da Assunção é o nome de uma congregação religiosa de ensino composta por freiras e fundada em Paris, em 1839, por Santa Maria Eugênia Milleret. O convento das irmãs em Roma foi construído em meados do século XX para servir de sede da congregação e inclui uma escola, o Istituto Madre Maria Eugenia. A capela que serve ao complexo foi concluída em 1953. Além de servir ao convento, ela serve também como capela pública da paróquia da Assunzione di Maria, sendo inclusive anterior à igreja que hoje é a sede paroquial e servindo como principal local de realização de missas até que ela ficasse pronta.
A congregação ainda existe, mas fechou uma segunda escola que mantinha em Roma, no quartiere Parioli e que contava com uma capela muito mais importante, conhecida como Cappella dell'Istituto Pio XII delle Religiose dell'Assunzione, hoje desconsagrada.

## Descrição

### Exterior
A capela tem uma identidade arquitetural própria e se apresenta como uma pequena igreja num edifício separado do convento principal. Ela está localizada numa rua sem saída que segue na direção do Parco degli Acquedotti, bem próxima ao aqueduto Água Feliz. A estrutura foi construída em tijolos rosa numa planta retangular com sete baias e com uma abside anexa que é mais baixo e mais estreito que a estrutura principal. O telhado é inclinado e recoberto por telhas, sendo que a abside tem o seu próprio pequeno telhado em forma de arco e com telhas curvas.
Três alas do convento estão dispostas à volta de um pátio à direita da capela e uma quarta fica atrás da abside e está alinhada com ela. Além de um bloco que serve de sacristia ligado à abside, os edifícios do convento não tocam na capela. As paredes laterais de cada lado se abrem em sete grandes janelas de topo curvo, uma em cada baia do interior.
Há ainda um pequeno campanário no alto do lado direito da parede do altar com aberturas para dois sinos, um do lado do outro.
A aparência desta capela é bem antiquada para a data na qual foi construída (1953). A fachada é simples, com tijolos rosa aparentes e blocos de canto brancos. A entrada única conta com uma moldura simples retilínea com um bloco liso no lintel encimado por uma estreita e rasa cornija suspensa. Há um interessante óculo acima da porta, que tem uma moldura de tijolos com um círculo externo de moldagem elevada. As janelas contam com grades de metal na forma de cruz num círculo e os painéis não são de vidro e sim de selenita. No interior do traçado da cruz está um trabalho decorativo de embutimento na forma de fileiras de torcs com quatro flores de seis pétalas em vidro de rubi.

### Interior
O interior é muito simples está todo pintado em tons pasteis. As primeiras cinco baias são ocupadas pelos bancos para os fieis e a sexta abriga os bancos do coro para as irmãs. Cada baia tem duas grande janelas de topo curvo, uma em cada parede lateral e de frente uma para a outra.
A sétima baia é o presbitério, separado da nave por uma estrutura na qual se abre um arco triunfal sustentado por um par de finas colunas coríntias de calcário e flanqueado por duas portas de topo curvo. A arquivolta do arco é de moldagem simples e continua ao longo de toda a volta do interior da igreja como um raso entablamento flutuante em relevo que se assenta sobre os topos curvos das janelas. O teto é aberto com treliças. 
A abside do santuário tem um outro arco do triunfo similar, mas sem as colunas, e sua parede é completamente lisa, com exceção do sacrário.

## Ortodoxos romenos
A capela abriga também uma paróquia da Igreja Ortodoxa Romena, dedicada à "Elevação da Santa Cruz" (14 de setembro), chamada de "Roma III" pela hierarquia romena. Contudo, os ortodoxos não praticam a intercomunhão e, por isso, os católicos, inclusive romenos, não são bem-vindos para receber a Eucaristia ali.